# Hans Dieter von Gemmingen-Hornberg

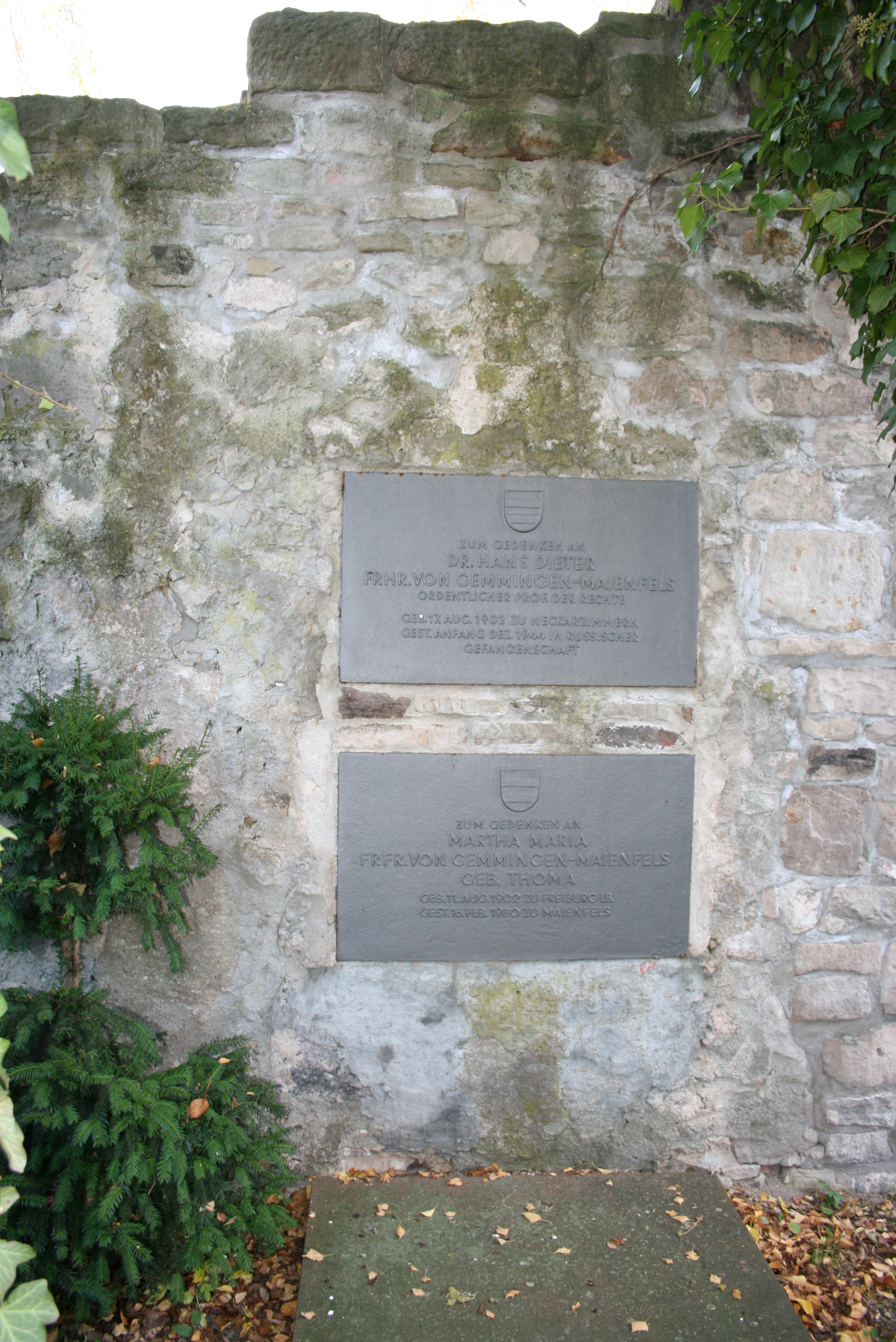
Gedenktafel auf Burg Maienfels

Hans Dieter Leonhard Freiherr von Gemmingen-Hornberg, nach 1930 auch von Gemmingen-Maienfels (* 17. August 1902 in Neckarzimmern; † Dezember 1944 in Jasniki in sowjetischer Kriegsgefangenschaft) war ordentlicher Professor der Rechte an der Universität Halle.

## Leben
Er entstammte der Linie Neckarzimmern der Freiherren von Gemmingen-Hornberg und war ein Sohn des Neckarzimmerner Grundherren Franz Pleickardt Reinhard von Gemmingen (1870–1927) und der Margarethe von Kalckreuth (1876–1960). Seine früheste Erziehung erhielt er durch Hauslehrer, später besuchte er die Seminarvorschule in Karlsruhe und dann dort das Reformgymnasium, wo er 1920 sein Abitur ablegte. In München begann er ein Studium der Musik mit den Nebenfächern Pädagogik und Philosophie, wechselte dann aber im Herbst 1923 zu einem Studium der Rechtswissenschaften. Dieses Studium setzte er ab 1924 in Heidelberg und ab 1926 in Göttingen fort. Ende 1927 wurde er zum Dr. jur. promoviert und übte danach verschiedene juristische Berufe aus, bevor er sich 1929 einer akademischen Laufbahn zuwandte und nach einer kurzen Zeit in Berlin im Dezember 1931 in Greifswald für die Fächer Strafrecht und Rechtsphilosophie habilitierte. In jener Zeit verfasste er mehrere juristische Fachschriften sowie 1933 eine „Huldigungsschrift für die NSDAP“ mit dem Titel Strafrecht im Geiste Adolf Hitlers. 1934 hatte er eine Vertretungsstelle in Bonn und von 1936 bis 1938 in Halle an der Saale, bevor er dort eine ordentliche Professur erhielt.
Er trat zum 1. Mai 1933 der NSDAP (Mitgliedsnummer 2.147.007) sowie im selben Jahr der SA bei, 1935 schloss er sich dem NSKK an.
Erstmals zum Wehrdienst wurde er im August 1939 eingezogen, erhielt jedoch nach sechs Monaten wegen Unabkömmlichkeit an der Universität vorerst eine Freistellung. 1943 wurde er erneut eingezogen und kam zur Standortkommandantur nach Bukarest, von wo seine letzte Nachricht vom 21. August 1944 datiert. Er blieb über das Kriegsende hinaus vermisst, bevor ein Russlandheimkehrer 1947 berichtete, dass er den Vermissten im November 1944 in einem Transportzug von Focsani nach Jasniki gesehen habe und er bei der Ankunft in Jasniki Anfang Dezember 1944 an Entkräftung verstorben sei.
Hans Dieter von Gemmingen war ab 1930 verheiratet mit Martha Maria Thoma (1902–1980). Der Ehe entstammten keine Nachkommen. Das Paar hat die seit langem in Gemmingenschem Familienbesitz befindliche, aber bereits seit dem Ende des 18. Jahrhunderts unbewohnte Burg Maienfels wieder zu Wohnzwecken hergerichtet und bewohnt. In der Burg erinnert heute eine Gedenktafel an Hans Dieter von Gemmingen-Maienfels, außerdem ist auch die Urne seiner Witwe bei der Gedenktafel beigesetzt.

## Schriften
- Die Ausschliessung der Land- und Forstwirte aus dem Handelsrecht (Universität Heidelberg, Dissertation), Freiburg i. Br. : Günter & Simon, 1928. OCLC 1260688295
- Die Rechtswidrigkeit des Versuchs, Breslau : A. Kurtze, 1932. OCLC 33389248, Reprint: Keip, Frankfurt am Main 1977.
- Strafrecht im Geiste Adolf Hitlers, Heidelberg 1933. OCLC 230712077
- Probleme der Strafrechtsanwendung, Ein Beitr. zur Praktikabilitätslehre In: Beiträge zur Strafrechtswissenschaft; N.F., 4, Tübingen : Mohr 1934. OCLC 46192212